# San Miguel de Matalacas
San Miguel de Matalacas es un caserío peruano ubicado en el distrito de Pacaipampa, perteneciente a la provincia de Ayabaca del departamento de Piura, al norte del Perú. 

## Ubicación
San Miguel de Matalacas se ubica al sur de la provincia de Ayabaca, en el distrito de Pacaipampa, en el departamento de Piura.

## Demografía
En 2017 San Miguel de Matalacas tenía una población de 61 habitantes.